# الجاذب شابلي
الجاذب شابلي Shapley attractor هو جاذب فلكي يقع حول عنقود شابلي الهائل Shapley Supercluster . 
إنه مواجه لمنطقة فراغ كبيرة ويظهران في إشعاع الخلفية الكونية الميكروي CMB ، وتقع مجرتنا بينهما. ربما يكون جاذب شابلي مسؤولا عن تدفق المجرة المحلي. يُعتقد أن الجاذب شابلي ناتج عن المساهمات المركبة لكثافة المجرات والمادة في عنقود شابلي الهائل والجاذب العظيم.

## اقرأ أيضا
- عنقود مجري هائل شابلي
- فراغ ثنائي القطب
- عنقود كورونا بورياليس الفائق